# Ufa
Ufa (ruski: Уфа, tatarski: Ufa, Öfä; baškirski: Өфө, čuvaški: Ěпхӳ) glavni je grad Baškirije, republike u središnjem sjevernom europskom dijelu Rusije. Zemljopisni položaj joj je 54°45′N 55°58′E / 54.750°N 55.967°E. Nalazi se na ušću rijeke Ufe u rijeku Belaju (Aghidhel).  
Broj stanovnika: 1.100.000 (2003.).

## Povijest
Tvrđava je sagrađena na ovom mjestu 1574., a grad Ufa je utemeljen 1586. godine.

## Gospodarstvo
Ufa je jedan od industrijskih središta u susjedstvu gorja Urala. U ovdašnje industrije spadaju proizvodnja električarske opreme, rudarske opreme, prerada nafte, petrokemija, proizvodnja umjetne gume i prehrambena industrija.
Jedan od gradskih simbola je spomenik Salavatu Julajevu.

## Sport
- FK Ufa
- Ufa Arena

## Vanjske poveznice

#### Ufanske službene oglasne ploče
- http://ufaweb.ru/
- http://bashnews.ru/
- http://ufanews.ru/
- http://allufa.ru/
- http://oldufa.ru/  Arhivirana inačica izvorne stranice od 6. prosinca 2008. (Wayback Machine)
- http://bashinform.ru/ (Službena oglasna ploča)

## Vanjske poveznice
|  | Zajednički poslužitelj ima još gradiva o temi Ufa |